# Gheorghe Niculescu
Gheorghe Niculescu (n. 28 aprilie 1923, Craiova – d. 21 mai 1995, București) a fost un general-locotenent și medic român, membru de onoare al Academiei Române din 1992.
A fost înaintat la gradul de general-maior (cu o stea) la 27 decembrie 1972.